# Гонсалес де Убиета, Луис
Луис Гонсалес де Убиета и Гонсалес дель Кампильо (исп. Luis González de Ubieta y González del Campillo, 1899—1950) — адмирал флота республиканской Испании в годы гражданской войны в Испании.
О его молодых годах известно мало. Его отец Хуан Даниэль Гонсалес де Убиета и Убитета был родом из Бискайи, умер в 1925 году в Мадриде, оставив вдову Гонсалес дель Кампильо и восемь детей. В 1936 году во время националистического путча Луис Гонсалес де Убиета был капитаном 3-го ранга и командовал базировавшимся в Картахене океанографическим судном «Артабро»; он отказался присоединиться к мятежникам и остался лоялен республиканскому правительству. Так как большинство офицеров флота перешло на сторону националистов, то он начал быстро расти в званиях. В начале войны он получил под командование эсминец «Хосе Луис Диэс». Два месяца спустя он стал капитаном крейсера «Мигель де Сервантес», на котором в сентябре-октябре 1936 года участвовал в операции в Бискайском заливе.
В 1937 году, когда республиканский флот потерпел поражение в сражении при мысе Черчелль, Мигель Буиса Фернандес-Паласиос был отстранён от командования флотом, и его заменил Гонсалес де Убиета, произведённый в адмиралы президентом Асаньей. В марте 1938 года в бою у мыса Палос республиканский флот сумел потопить крейсер националистов «Балеарес», и Гонсалес де Убитета был награждён высшей военной наградой республиканской Испании — «Placa Laureada de Madrid».
8 января 1939 года Гонсалес де Убиета был переведён на остров Менорка и назначен командующим военно-морской базой в Маоне, а также всеми войсками на острове. После падения Каталонии он 8 февраля сдал Менорку франкистам, а сам на британском крейсере «Девоншир» бежал в Марсель, откуда отправился к жене в Париж (в то время как остальные уехавшие вместе с ним беженцы были брошены французскими властями в концентрационный лагерь).
Когда в 1940 году Франция была захвачена Германией, он уехал в Мексику, а потом поселился в Венесуэле. В начале 1950-х он был капитаном торгового судна «Чиники», ходившего под панамским флагом. 30 сентября 1950 года судно затонуло в колумбийских водах в районе устья реки Магдалена; Луис Гонсалес де Убиета отказался покинуть тонущее судно и ушёл на дно вместе с ним.